# Station Białystok Bacieczki
Station Białystok Bacieczki is een spoorwegstation in de Poolse plaats Białystok.